# 음핵등신경
음핵등신경(dorsal nerve of the clitoris), 또는 음핵배신경은 음핵에 분포하는 신경으로, 음부신경에서 갈라져 나오는 여성에만 존재하는 신경이다. 음핵등신경은 남성의 음경등신경과 유사하다. 음부신경의 종말가지이다.
음핵등신경은 음부신경에서 갈라져 나온 이후 샅에서 비뇨생식삼각으로 들어가 샅막보다 깊게, 또는 궁둥항문오목 앞쪽에서 주행하여 음핵에 이른다.

## 같이 보기
- 뒤음순신경
- 샅신경